# Chaussée Jules César
Pour les articles homonymes, voir Jules César (homonymie).

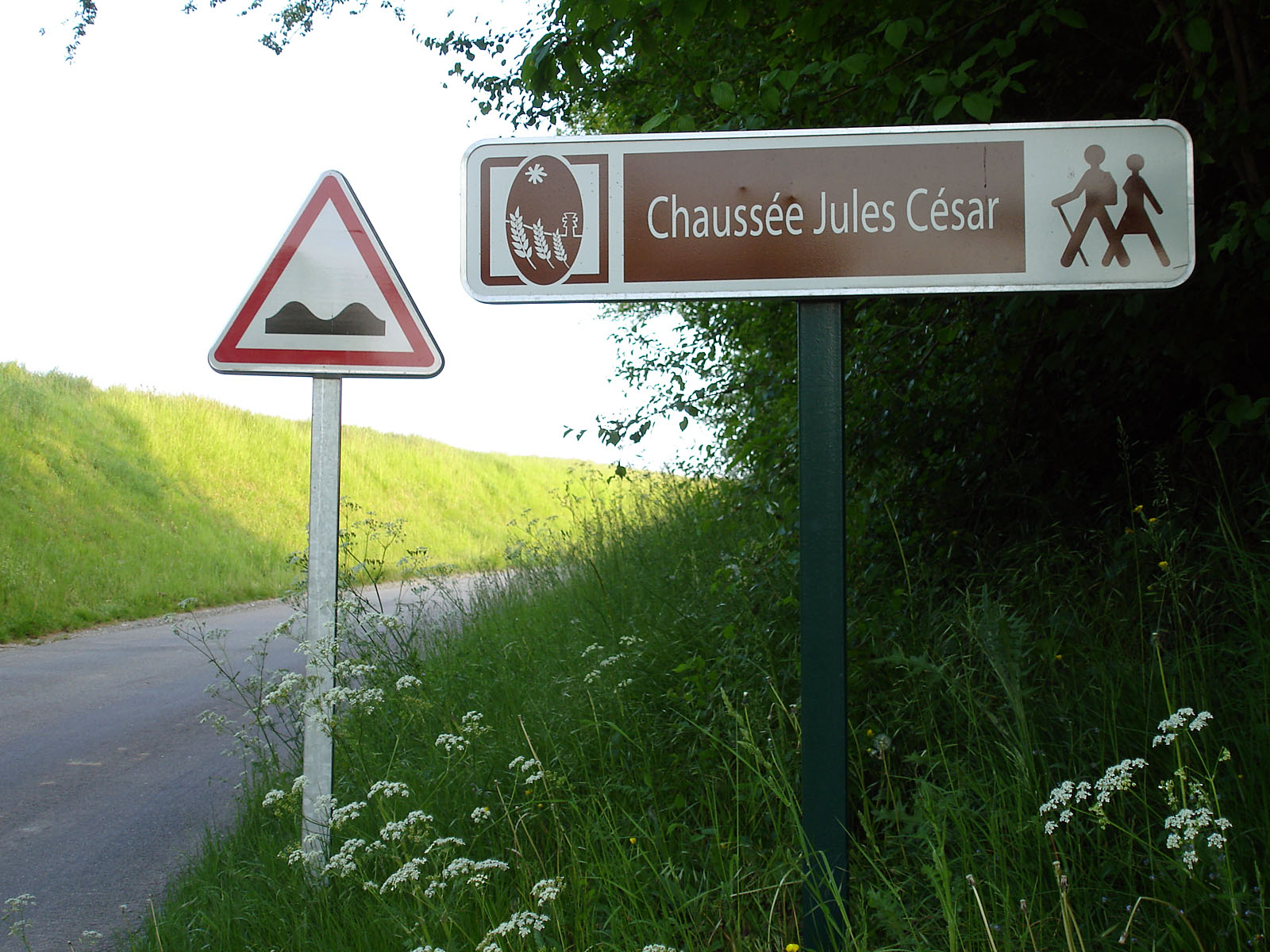
Signalétique de la chaussée sur le plateau du Vexin à Courcelles-sur-Viosne.

La Chaussée Jules César est une voie romaine qui reliait Lutèce (Paris) à Rotomagus (Rouen) et à Juliobona (Lillebonne). Elle fait partie, sous la forme d’un embranchement de la Via Agrippa de l'Océan, des quatre Via Agrippa construites par Marcus Vipsanius Agrippa du temps de l'empereur Auguste. On pouvait y trouver un relais tous les 15 km. Le courrier pouvait ainsi être acheminé de Paris à Rouen en une journée.
L'essentiel de son tracé dans le département de l'Eure est repris depuis 1824 par l'actuelle route départementale 6014.
Dans le Val-d'Oise qu'elle traverse de façon rectiligne, le tracé dans le Vexin français est pour l'essentiel de son parcours un chemin de traverse ou chemin de randonnée. Dans les zones urbaines de Cergy-Pontoise et de la vallée de Montmorency, son tracé est en majeure partie utilisé comme voie de desserte locale.

## Itinéraire
- De Paris, elle recoupe le trajet de la route de l'Estrée.
- (rues, chemins) : Saint-Denis, Enghien, Eaubonne, Ermont[4] (impasse Bizet, rue de la République, rue du 18 juin ; elle y croise un ancien chemin gaulois, le viculus Ermedonis[5]), Franconville, Le Plessis-Bouchard, Beauchamp, Pierrelaye (rue Victor Hugo, rue de la Fontaine du Roy), Saint-Ouen-l'Aumône (sentier interrompu par un monticule de terre, passage sous la voie ferrée puis tracé disparu dans la zone d'activités Jules César au sud du quartier du Val de Liesse, rue Salvador Allende), Pontoise (elle s'y détache du Vieux-Chemin de Rouen[6]), Osny, Courcelles-sur-Viosne, Ableiges, Us, Gouzangrez, Le Tillay, Magny-en-Vexin (rue du Village, rue du Dr Fourniols), Saint-Gervais (rue du Petit Saint Gervais, rue Robert Guesnier, rue Alfred Letort)
- (RD 6014) : La Chapelle-en-Vexin, Saint-Clair-sur-Epte, Écouis, Fleury-sur-Andelle, Radepont, Rouen, Lillebonne et Harfleur.

## Cartographie
- Vexin français, Google Maps